# Krating Daeng
Krating Daeng - taj. กระทิงแดง dosł. czerwony แดง gaur กระทิง. Jest to niegazowany napój, jego receptura została utworzona przez przez Chaleo Yoovidhya. Napój ten jest sprzedawany przede wszystkim w Azji wschodniej i południowo wschodniej.